# Campionati del mondo di mezza maratona 2006
I Campionati del mondo di corsa su strada 2006 si sono svolti il giorno 8 ottobre a Debrecen, in Ungheria. Questa è stata la prima edizione a mettere in palio il titolo di "campione del mondo di corsa su strada", sostituendo i campionati del mondo di mezza maratona, disputati dal 1992 al 2005 e ripresi dal 2008. Vi hanno preso parte 140 atleti (di cui 83 uomini e 57 donne) in rappresentanza di 39 nazioni.

## Percorso
Il percorso si è svolto su un circuito di 5 chilometri da ripetersi quattro volte, con partenza e arrivo davanti al palazzo dell'Università di Debrecen.

## Gara maschile

### Individuale
| Posizione | Atleta               | Nazionalità | Tempo  |
| --------- | -------------------- | ----------- | ------ |
| Oro       | Zersenay Tadese      | Eritrea     | 56'01" |
| Argento   | Robert Kipchumba     | Kenya       | 56'41" |
| Bronzo    | Wilson Kebenei       | Kenya       | 57'15" |
| 4º        | Wilson Busienei      | Uganda      | 57'21" |
| 5º        | Wilfred Taragon      | Kenya       | 57'22" |
| 6º        | Deriba Merga         | Etiopia     | 57'27" |
| 7º        | Tadese Tola          | Etiopia     | 57'27" |
| 8º        | Mubarak Hassan Shami | Qatar       | 57'33" |
| 9º        | Dieudonné Disi       | Ruanda      | 57'42" |
| 10º       | Yonas Kifle          | Eritrea     | 57'49" |
| 11º       | Ryan Hall            | Stati Uniti | 57'54" |
| 12º       | Dickson Marwa        | Tanzania    | 58'19" |
| 13º       | Martin Toroitich     | Uganda      | 58'26" |
| 14º       | Essa Ismail Rashed   | Qatar       | 58'31" |
| 15º       | Cuthbert Nyasango    | Zimbabwe    | 58'43" |

### A squadre
| Posizione | Squadra | Atleti                                                    | Tempo    |
| --------- | ------- | --------------------------------------------------------- | -------- |
| Oro       | Kenya   | Robert Kipchumba Wilson Kebenei Wilfred Taragon           | 2h51'18" |
| Argento   | Eritrea | Zersenay Tadese Yonas Kifle Tesfayohannes Mesfen          | 2h53'19" |
| Bronzo    | Etiopia | Deriba Merga Tadese Tola Demssew Abebe                    | 2h54'17" |
| 4º        | Qatar   | Mubarak Hassan Shami Essa Ismail Rashed Jamal Bilal Salem | 2h54'59" |
| 5º        | Uganda  | Wilson Busienei Martin Toroitich James Kibet              | 2h55'27" |

## Gara femminile

### Individuale
| Posizione | Atleta             | Nazionalità | Tempo    |
| --------- | ------------------ | ----------- | -------- |
| Oro       | Lornah Kiplagat    | Paesi Bassi | 1h03'21" |
| Argento   | Constantina Diță   | Romania     | 1h03'23" |
| Bronzo    | Rita Jeptoo        | Kenya       | 1h03'47" |
| 4ª        | Dire Tune          | Etiopia     | 1h05'16" |
| 5ª        | Edith Masai        | Kenya       | 1h05'21" |
| 6ª        | Kayoko Fukushi     | Giappone    | 1h05'32" |
| 7ª        | Yurika Nakamura    | Giappone    | 1h05'36" |
| 8ª        | Nataliya Berkut    | Ucraina     | 1h05'42" |
| 9ª        | Souad Aït Salem    | Algeria     | 1h06'11" |
| 10ª       | Teyba Erkesso      | Etiopia     | 1h06'15" |
| 11ª       | Anikó Kálovics     | Ungheria    | 1h11'30" |
| 12ª       | Gulnara Vygovskaya | Russia      | 1h11'45" |
| 13ª       | Natalya Kurbatova  | Russia      | 1h11'57" |
| 14ª       | Eunice Jepkorir    | Kenya       | 1h12'00" |
| 15ª       | Irina Timofeyeva   | Russia      | 1h12'12" |

### A squadre
| Posizione | Squadra  | Atleti                                                | Tempo    |
| --------- | -------- | ----------------------------------------------------- | -------- |
| Oro       | Kenya    | Rita Jeptoo Edith Masai Eunice Jepkorir               | 3h15'55" |
| Argento   | Etiopia  | Dire Tune Teyba Erkesso Ashu Kasim                    | 3h18'50" |
| Bronzo    | Giappone | Kayoko Fukushi Yurika Nakamura Ryoko Kizaki           | 3h19'00" |
| 4ª        | Romania  | Constantina Diță Luminiţa Talpoş Lidia Șimon          | 3h19'56" |
| 5ª        | Russia   | Gulnara Vygovskaya Natalya Kurbatova Irina Timofeyeva | 3h20'13" |

## Medagliere
| Posizione | Paese       | Oro | Argento | Bronzo | Totale |
| --------- | ----------- | --- | ------- | ------ | ------ |
| 1         | Kenya       | 2   | 1       | 2      | 5      |
| 2         | Eritrea     | 1   | 1       | 0      | 2      |
| 3         | Paesi Bassi | 1   | 0       | 0      | 1      |
| 4         | Etiopia     | 0   | 1       | 1      | 2      |
| 5         | Romania     | 0   | 1       | 0      | 1      |
| 6         | Giappone    | 0   | 0       | 1      | 1      |
| Totale    | Totale      | 4   | 4       | 4      | 12     |